# 타카야나기 토모요
타카야나기 토모요(일본어: 高柳 知葉 たかやなぎ ともよ[*], 1994년 10월 14일 ~ )는 일본의 여성 성우이다. 프로 피트 소속. 지바현 출신.

## 주요 출연작

### TV 애니메이션
- 2014년
  - 잃어버린 미래를 찾아서
  - 노부나가 콘체르토
- 2015년
  - 소년 할리우드 - 팬
- 2016년
  - 날아라 호빵맨 - 연필 아이, 네코미 등
- 2017년
  - 사쿠라다 리셋 - 점원
  - 히나로지 ~from Luck＆Logic~ - 후지사키 리노
  - 드림페스! - 팬
  - 아이카츠 스타즈! - 팬
  - 애니메 가타리즈 - 컴패니언
  - DYNAMIC CHORD - 관객
- 2018년
  - citrus - 학생A
  - 우마무스메 PRETTY DERBY - 오구리 캡
  - 아이카츠 프렌즈! - 노노무라 노노하
  - ISLAND - 하토마 안
- 2019년
  - 서클릿 프린세스 - 성 유니온 학원의 선배, 요시노
  - 나에게 천사가 내려왔다! - 동급생, 점원
  - 케모노 프렌즈 2 - 큰로드러너
  - 길모퉁이 마족 - 히나츠키 미캉
  - Re:스테이지! - 하에노 아카리
  - 우리는 공부를 못해 - 여학생
- 2020년
  - 사랑하는 소행성 - 코노하타 미라
  - number24 - 하루
  - 우마욘 - 오구리 캡
- 2021년
  - WIXOSS DIVA (A) LIVE - 마키나
  - 우마무스메 PRETTY DERBY 2 - 오구리 캡
  - 순백의 소리 - 코야부 케이코
  - 소꿉친구가 절대로 지지 않는 러브 코미디 - 아사기 레나
  - BLUE REFLECTION RAY - 우츠보 코코로
  - 플래티넘 엔드 - 여학생
- 2022년
  - 길모퉁이 마족 2초메 - 히나츠키 미캉
  - 그 비스크 돌은 사랑을 한다 - 고죠 와카나(少)

### 게임
- 사우전드 메모리즈 - 삼재의 주편사 신재, 허적의 흑궁사 아크레이누
- 가전소녀(家電少女) - 미사사
- 라이시 ~감벽의 장~ - 바쿠야
- 신데렐라 일레븐 - 타나카 아이코
- 체인크로니클 - 우유파는 치치카
- 도색대전 파이론 - 미야마에 카나
- 월드 체인 - 여름의 방향
- 푸른하늘 언더걸즈 - 오토하 쿠루미
- Re:스테이지! - 하에노 아카리
- 천애에 흩날리는 풍류의 꽃 - 야지마 키쿠코
- 프레카투스의 천칭 - 펠레스 블란
- 루나 크로니클 - 메릿사, 라일라
- P.E.T.S 아카데미아 - 아키타 에미
- 벽람항로 - 주피터, 와스프
- 킹스레이드 - 혹한의 저격수 로지나
- 키라라 판타지아 - 히나츠키 미캉, 코노하타 미라
- 마기아 레코드 마법소녀 마도카☆마기카 외전 - 아즈미 하구무
- 케모노 프렌즈 3 - 큰로드러너
- 우마무스메 PRETTY DERBY - 오구리 캡
- BLUE REFLECTION TIE - 우츠보 코코로
- 페어리 스피어 - 상사화